# Günsberg
Günsberg is een gemeente en plaats in het Zwitserse kanton Solothurn en maakt deel uit van het district Lebern.
Günsberg telt 1129 inwoners.